# Сен-Флави
Сен-Флави́ (фр. Saint-Flavy) — коммуна во Франции, находится в регионе Шампань — Арденны. Департамент — Об. Входит в состав кантона Марсийи-ле-Эйе. Округ коммуны — Ножан-сюр-Сен.
Код INSEE коммуны — 10339.
Коммуна расположена приблизительно в 115 км к юго-востоку от Парижа, в 80 км юго-западнее Шалон-ан-Шампани, в 26 км к северо-западу от Труа.

## Население
Население коммуны на 2008 год составляло 262 человека.
| 1962 | 1968 | 1975 | 1982 | 1990 | 1999 | 2008 |
| ---- | ---- | ---- | ---- | ---- | ---- | ---- |
| 152  | 180  | 192  | 216  | 247  | 211  | 262  |

## Экономика
В 2007 году среди 170 человек в трудоспособном возрасте (15—64 лет) 142 были экономически активными, 28 — неактивными (показатель активности — 83,5 %, в 1999 году было 73,0 %). Из 142 активных работали 133 человека (78 мужчин и 55 женщин), безработных было 9 (3 мужчины и 6 женщин). Среди 28 неактивных 7 человек были учениками или студентами, 10 — пенсионерами, 11 были неактивными по другим причинам.

## Фотогалерея
- Выращивание конопли
- Общественная прачечная
- Памятник погибшим в Первой мировой войне
- Карта коммуны